# Гайтюнишки

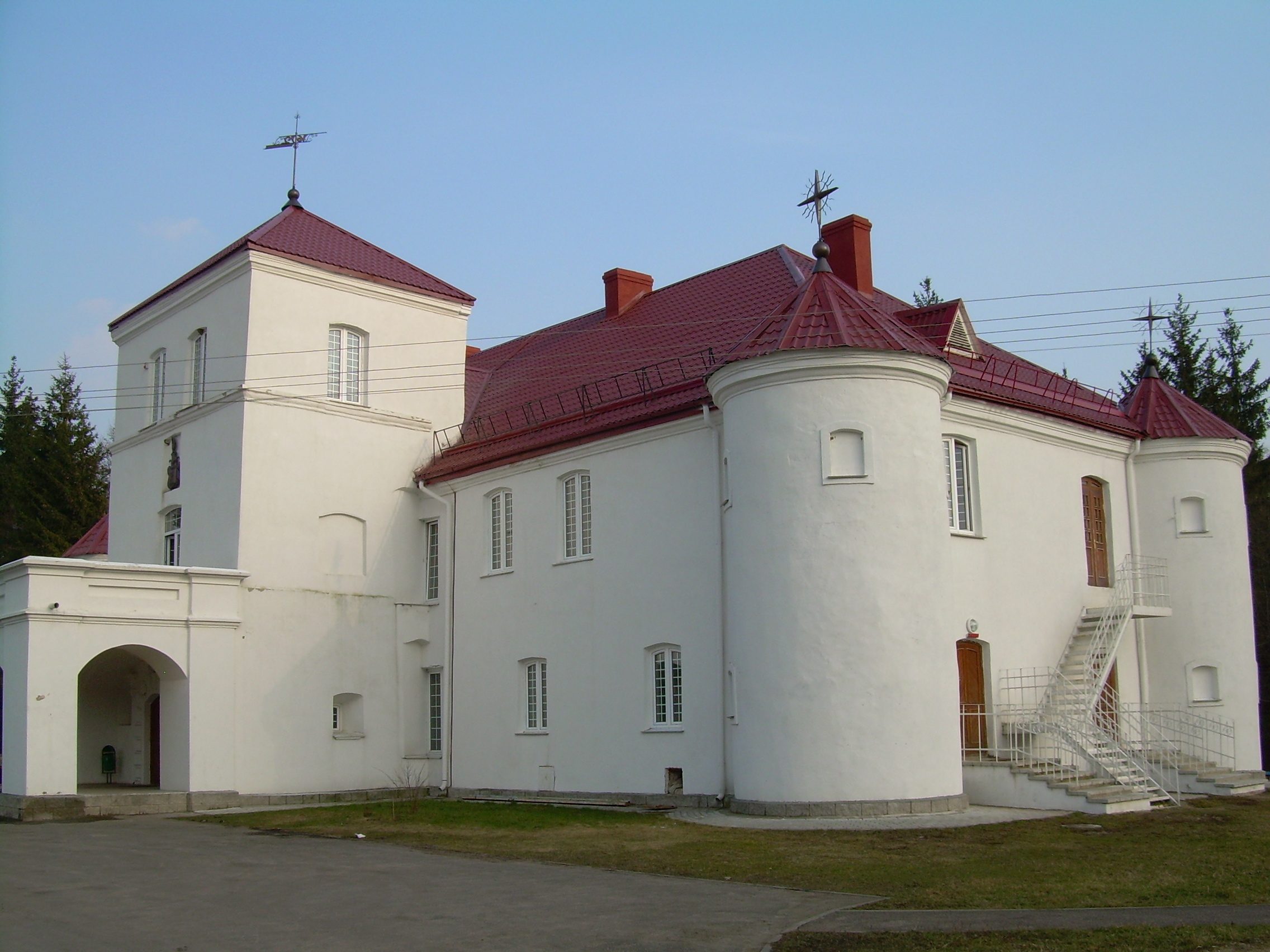
Дом-замок Нонхарта в Гайтюнишках

Гайтюнишки (бел. Гайцюнішкі) — деревня в Вороновском районе Гродненской области Белоруссии. В составе Конвелишского сельсовета. Население 288 человек (2009).

## География
Деревня расположена в 5 км к востоку от посёлка Бенякони и в 14 км к северо-востоку от районного центра Вороново. Близ деревни течёт река Жижма. Ближайшая ж/д станция расположена в Беняконях (линия Лида — Вильнюс). В 3 км к северу и северо-западу от Гайтюнишек проходит граница с Литвой, деревня находится в приграничной зоне Республики Беларусь.

## История

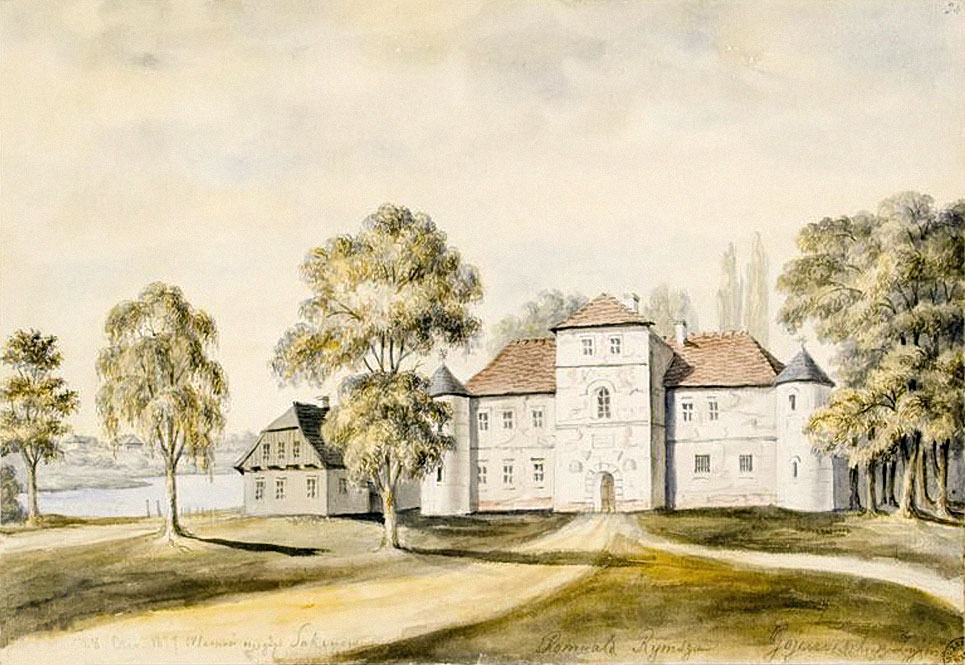
Дом-замок в Гайтюнишках. Рисунок Н. Орды, 1877

В письменных источниках Гайтюнишки впервые упоминаются в 1512 году. В 1565 году принадлежало роду Римшей, в начале XVII века перешло к Нонхартам, роду неизвестного, возможно, курляндского, происхождения. В 1590 году Пётр и Станислав Нонхарты за военные заслуги получили родовой герб и подтверждение дворянства.
В 1611—1612 годах на южной окраине деревни на левом берегу реки Жижмы Пётр Нонхарт совместно с инженером-фортификатором Ван Даденом построил дом-замок. Вероятно, единственная дочь Петра вышла замуж за воеводу новогродского Юрия Хрептовича и передала ему во владение Гайтюнишки. После смерти Юрия дом-замок принадлежал его старшему сыну Адаму. В 1633 году в нескольких сотнях метров от дома-крепости Нонхартом была построена семейная часовня-усыпальница (в настоящее время — руины).
Позднее Гайтюнишки перешли во владение художника Шрёттера, при котором некоторые стены дома были расписаны картинами, изображавшими сцены охоты. После замком последовательно владели Путкамеры, Остен-Сакены и Римши (с 1830). Во время Северной войны в замке от польских войск оборонялись шведы.
В 1946—1949 годах в здании располагалась школа механизаторов, с 1956 года — областная психиатрическая больница. Ныне в здании расположена республиканская психиатрическая больница для принудительного лечения лиц, совершивших общественно опасные деяния в состоянии невменяемости.

## Достопримечательности
- Дом-замок Нонхартов, (1611—1612). Ныне психиатрическая больница
- Руины часовни-усыпальницы (1633 год)